# Messier 12

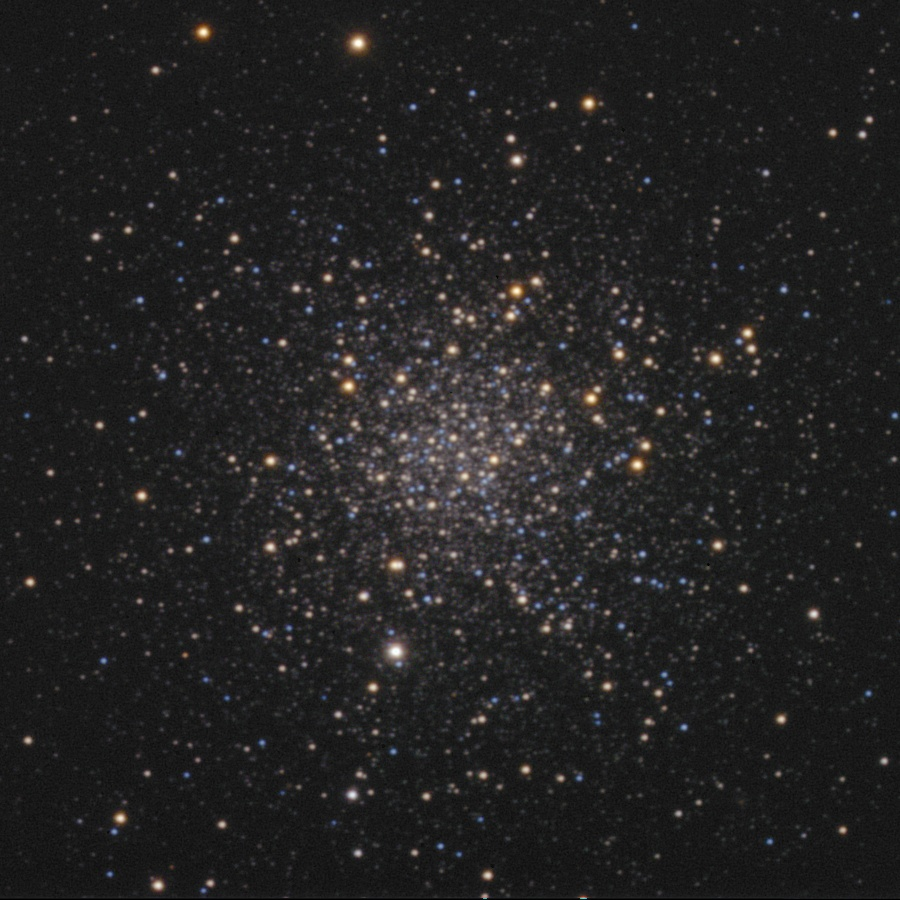
Messier 12

M12 (ook bekend als Messier 12 of NGC 6218) is een bolvormige sterrenhoop in het sterrenbeeld Slangendrager. Het hemelobject werd in 1764 ontdekt door Charles Messier en in datzelfde jaar door hem opgenomen in zijn catalogus van komeetachtige objecten.
M12 ligt op een afstand van zo'n 14.000 lichtjaar en meet ongeveer 75 lichtjaar in diameter. De helderste sterren van deze sterrenhoop zijn van magnitude 12. Er zijn in totaal 13 veranderlijke sterren bekend in M12.
De cluster is makkelijk te vinden op minder dan 3° ten noordwesten van de eveneens bolvormige sterrenhoop M10.